# Hedgehog (genetika)

Jedna z verzí signalizace pomocí proteinů hedgehog: SHH (sonic hedgehog), PTCH (Patched) a SMO (Smoothened)

Hedgehog (v překladu „ježek“) je genová rodina zahrnující u obratlovců tři geny, Desert hedgehog (Dhh), Indian hedgehog (Ihh) a Sonic hedgehog (Shh). Geny této rodiny však mají i bezobratlí a nejčastěji se studují na octomilkách. Jejich produkty, signální proteiny, se účastní stejnojmenné signalizační kaskády hedgehog. Tyto bílkoviny obsahují navázaný cholesterol a mastnou kyselinu (jedná se tedy o lipoproteiny).
Hedgehog proteiny se vážou na membránový receptor Patched (spřažený s G proteinem). Když to udělají, Patched přestane inhibovat další transmembránový protein, Smoothened (rovněž GPCR), který následně signál převádí dovnitř buňky. Z výzkumů na octomilce je zřejmé, že se po aktivaci Patched přestane protein Cubitus interruptus (Ci) rozkládat v proteazomech. Díky tomu může Ci vstoupit do jádra a aktivovat zde určité geny, které jsou pod jeho kontrolou.
Signalizace pomocí hedgehog proteinů má napříč živočišnou říší řadu funkcí. U octomilky řídí vývoj křídel, u ploštěnek regeneraci a u savců vývoj mozku, trávicí soustavy a prstů.